# Liste der Nummer-eins-Hits in der Schweiz (2007)
Dies ist eine Liste der Nummer-eins-Hits in der Schweiz im Jahr 2007. Sie basiert auf den Top 100 Singles und Top 100 Alben der offiziellen Schweizer Hitparade. Es gab in diesem Jahr zwölf Nummer-eins-Singles und 27 Nummer-eins-Alben.

## Singles
| ← 2006 ← | Liste der Nummer-eins-Hits in der Schweiz | Liste der Nummer-eins-Hits in der Schweiz | Liste der Nummer-eins-Hits in der Schweiz                                                                                     | 2008 →                    |
| \| Zeitraum \| Wo. ges. \| Interpret \| Titel Autor(en) \| Zusätzliche Informationen \| \| (Zeitraum, Wochen auf Platz eins, Interpret, Titel, Autor[en], zusätzliche Informationen) \| \| \| \| \| \| ----------------------------------------------------------------------------------------- \| -------- \| ------------------------------ \| ----------------------------------------------------------------------------------------------------------------------------- \| ------------------------- \| \| 31. Dezember 2006 – 17. März 2007 11 Wochen \| 11 \| Nelly Furtado \| All Good Things (Come to an End) Nelly Kim Furtado, Timothy Z. Mosley, Floyd Nathaniel Hills, Christopher Anthony John Martin \| – \| \| 18. März 2007 – 24. März 2007 1 Woche (insgesamt 4) \| 4 \| Nelly Furtado \| Say It Right Nelly Kim Furtado, Timothy Z. Mosley, Floyd Nathaniel Hills \| – \| \| 25. März 2007 – 31. März 2007 1 Woche (insgesamt 2) \| 2 \| Jennifer Lopez \| Qué hiciste Julio Cesar Reyes, Jimena Romero Henriquez, Marco Antonio Muñiz \| – \| \| 1. April 2007 – 7. April 2007 1 Woche (insgesamt 4) \| 4 \| Nelly Furtado \| Say It Right Nelly Kim Furtado, Timothy Z. Mosley, Floyd Nathaniel Hills \| – \| \| 8. April 2007 – 14. April 2007 1 Woche (insgesamt 2) \| 2 \| Jennifer Lopez \| Qué hiciste Julio Cesar Reyes, Jimena Romero Henriquez, Marco Antonio Muñiz \| – \| \| 15. April 2007 – 28. April 2007 2 Wochen (insgesamt 4) \| 4 \| Nelly Furtado \| Say It Right Nelly Kim Furtado, Timothy Z. Mosley, Floyd Nathaniel Hills \| – \| \| 29. April 2007 – 26. Mai 2007 4 Wochen \| 4 \| Beyoncé & Shakira \| Beautiful Liar Amanda Ghost, Ian Alec Harvey Dench, Beyoncé Gisselle Knowles, Mikkel Storleer Eriksen, Tor Erik Hermansen \| – \| \| 27. Mai 2007 – 9. Juni 2007 2 Wochen \| 2 \| Mark Medlock \| Now or Never Dieter Bohlen \| – \| \| 10. Juni 2007 – 11. August 2007 9 Wochen \| 9 \| Rihanna feat. Jay-Z \| Umbrella Thaddis Laphonia Harrell Jr., Shawn C. Carter, Christopher A. Stewart, Terius Youngdell Nash \| – \| \| 12. August 2007 – 25. August 2007 2 Wochen \| 2 \| Monrose \| Hot Summer Mikkel R. Sigvardt, Thomas Skov Troelsen \| – \| \| 26. August 2007 – 1. September 2007 1 Woche \| 1 \| Marquess \| Vayamos compañeros Christian Fleps, Marco Heggen, Dominik Decker, Sascha Pierro \| – \| \| 2. September 2007 – 27. Oktober 2007 8 Wochen \| 8 \| James Blunt \| 1973 James Hillier Blount, Mark Christopher Batson \| – \| \| 28. Oktober 2007 – 10. November 2007 2 Wochen (insgesamt 5) \| 5 \| Rihanna \| Don’t Stop the Music Michael J. Jackson, Frankie Storm, Tor Erik Hermansen, Mikkel Storleer Eriksen \| – \| \| 11. November 2007 – 17. November 2007 1 Woche \| 1 \| Alicia Keys \| No One Kerry D. Brothers Jr., Alicia J. Augello Cook, George Michael Harry \| – \| \| 18. November 2007 – 8. Dezember 2007 3 Wochen (insgesamt 5) \| 5 \| Rihanna \| Don’t Stop the Music Michael J. Jackson, Frankie Storm, Tor Erik Hermansen, Mikkel Storleer Eriksen \| – \| \| 9. Dezember 2007 – 26. Januar 2008 7 Wochen \| 7 \| Timbaland presents OneRepublic \| Apologize Ryan B. Tedder \| – \| |                                           |                                           | |                           |
| ← 2006 |                                           |                                           | | → 2008 →                  |
| Zeitraum | Wo. ges.                                  | Interpret                                 | Titel Autor(en) | Zusätzliche Informationen |
| (Zeitraum, Wochen auf Platz eins, Interpret, Titel, Autor[en], zusätzliche Informationen) |                                           |                                           | |                           |
| 31. Dezember 2006 – 17. März 2007 11 Wochen | 11                                        | Nelly Furtado                             | All Good Things (Come to an End) Nelly Kim Furtado, Timothy Z. Mosley, Floyd Nathaniel Hills, Christopher Anthony John Martin | –                         |
| 18. März 2007 – 24. März 2007 1 Woche (insgesamt 4) | 4                                         | Nelly Furtado                             | Say It Right Nelly Kim Furtado, Timothy Z. Mosley, Floyd Nathaniel Hills                                                      | –                         |
| 25. März 2007 – 31. März 2007 1 Woche (insgesamt 2) | 2                                         | Jennifer Lopez                            | Qué hiciste Julio Cesar Reyes, Jimena Romero Henriquez, Marco Antonio Muñiz                                                   | –                         |
| 1. April 2007 – 7. April 2007 1 Woche (insgesamt 4) | 4                                         | Nelly Furtado                             | Say It Right Nelly Kim Furtado, Timothy Z. Mosley, Floyd Nathaniel Hills                                                      | –                         |
| 8. April 2007 – 14. April 2007 1 Woche (insgesamt 2) | 2                                         | Jennifer Lopez                            | Qué hiciste Julio Cesar Reyes, Jimena Romero Henriquez, Marco Antonio Muñiz                                                   | –                         |
| 15. April 2007 – 28. April 2007 2 Wochen (insgesamt 4) | 4                                         | Nelly Furtado                             | Say It Right Nelly Kim Furtado, Timothy Z. Mosley, Floyd Nathaniel Hills                                                      | –                         |
| 29. April 2007 – 26. Mai 2007 4 Wochen | 4                                         | Beyoncé & Shakira                         | Beautiful Liar Amanda Ghost, Ian Alec Harvey Dench, Beyoncé Gisselle Knowles, Mikkel Storleer Eriksen, Tor Erik Hermansen     | –                         |
| 27. Mai 2007 – 9. Juni 2007 2 Wochen | 2                                         | Mark Medlock                              | Now or Never Dieter Bohlen | –                         |
| 10. Juni 2007 – 11. August 2007 9 Wochen | 9                                         | Rihanna feat. Jay-Z                       | Umbrella Thaddis Laphonia Harrell Jr., Shawn C. Carter, Christopher A. Stewart, Terius Youngdell Nash                         | –                         |
| 12. August 2007 – 25. August 2007 2 Wochen | 2                                         | Monrose                                   | Hot Summer Mikkel R. Sigvardt, Thomas Skov Troelsen                                                                           | –                         |
| 26. August 2007 – 1. September 2007 1 Woche | 1                                         | Marquess                                  | Vayamos compañeros Christian Fleps, Marco Heggen, Dominik Decker, Sascha Pierro                                               | –                         |
| 2. September 2007 – 27. Oktober 2007 8 Wochen | 8                                         | James Blunt                               | 1973 James Hillier Blount, Mark Christopher Batson                                                                            | –                         |
| 28. Oktober 2007 – 10. November 2007 2 Wochen (insgesamt 5) | 5                                         | Rihanna                                   | Don’t Stop the Music Michael J. Jackson, Frankie Storm, Tor Erik Hermansen, Mikkel Storleer Eriksen                           | –                         |
| 11. November 2007 – 17. November 2007 1 Woche | 1                                         | Alicia Keys                               | No One Kerry D. Brothers Jr., Alicia J. Augello Cook, George Michael Harry                                                    | –                         |
| 18. November 2007 – 8. Dezember 2007 3 Wochen (insgesamt 5) | 5                                         | Rihanna                                   | Don’t Stop the Music Michael J. Jackson, Frankie Storm, Tor Erik Hermansen, Mikkel Storleer Eriksen                           | –                         |
| 9. Dezember 2007 – 26. Januar 2008 7 Wochen | 7                                         | Timbaland presents OneRepublic            | Apologize Ryan B. Tedder | –                         |

## Alben
| ← 2006 ← | Liste der Nummer-eins-Hits in der Schweiz | Liste der Nummer-eins-Hits in der Schweiz | Liste der Nummer-eins-Hits in der Schweiz | 2008 →                    |
| \| Zeitraum \| Wo. ges. \| Interpret \| Titel \| Zusätzliche Informationen \| \| (Zeitraum, Wochen auf Platz eins, Interpret, Titel, zusätzliche Informationen) \| \| \| \| \| \| ------------------------------------------------------------------------------ \| -------- \| ----------------------------------- \| ---------------------- \| ------------------------- \| \| 31. Dezember 2006 – 13. Januar 2007 2 Wochen (insgesamt 4) \| 4 \| Il Divo \| Siempre \| – \| \| 14. Januar 2007 – 20. Januar 2007 1 Woche (insgesamt 3) \| 3 \| Nelly Furtado \| Loose \| – \| \| 21. Januar 2007 – 27. Januar 2007 1 Woche (insgesamt 2) \| 2 \| Florian Ast \| Läbeszeiche \| – \| \| 28. Januar 2007 – 3. Februar 2007 1 Woche \| 1 \| Carla Bruni \| No Promises \| – \| \| 4. Februar 2007 – 10. Februar 2007 1 Woche (insgesamt 2) \| 2 \| Florian Ast \| Läbeszeiche \| – \| \| 11. Februar 2007 – 3. März 2007 3 Wochen \| 3 \| Norah Jones \| Not Too Late \| – \| \| 4. März 2007 – 17. März 2007 2 Wochen \| 2 \| Stress \| Renaissance \| – \| \| 18. März 2007 – 7. April 2007 3 Wochen \| 3 \| Herbert Grönemeyer \| 12 \| – \| \| 8. April 2007 – 28. April 2007 3 Wochen \| 3 \| Jennifer Lopez \| Como ama una mujer \| – \| \| 29. April 2007 – 12. Mai 2007 2 Wochen \| 2 \| Stephan Eicher \| Eldorado \| – \| \| 13. Mai 2007 – 26. Mai 2007 2 Wochen \| 2 \| Gotthard \| Domino Effect \| – \| \| 27. Mai 2007 – 2. Juni 2007 1 Woche (insgesamt 3) \| 3 \| Linkin Park \| Minutes to Midnight \| – \| \| 3. Juni 2007 – 9. Juni 2007 1 Woche \| 1 \| Baschi \| Fürs Volk \| – \| \| 10. Juni 2007 – 23. Juni 2007 2 Wochen (insgesamt 3) \| 3 \| Linkin Park \| Minutes to Midnight \| – \| \| 24. Juni 2007 – 28. Juli 2007 5 Wochen \| 5 \| Bon Jovi \| Lost Highway \| – \| \| 29. Juli 2007 – 4. August 2007 1 Woche \| 1 \| Rihanna \| Good Girl Gone Bad \| – \| \| 5. August 2007 – 18. August 2007 2 Wochen \| 2 \| Prince \| Planet Earth \| – \| \| 19. August 2007 – 25. August 2007 1 Woche \| 1 \| beFour \| All 4 One \| – \| \| 26. August 2007 – 8. September 2007 2 Wochen \| 2 \| Mika \| Life in Cartoon Motion \| – \| \| 9. September 2007 – 15. September 2007 1 Woche \| 1 \| Ben Harper & the Innocent Criminals \| Lifeline \| – \| \| 16. September 2007 – 22. September 2007 1 Woche \| 1 \| Manu Chao \| La Radiolina \| – \| \| 23. September 2007 – 29. September 2007 1 Woche \| 1 \| 50 Cent \| Curtis \| – \| \| 30. September 2007 – 13. Oktober 2007 2 Wochen (insgesamt 3) \| 3 \| James Blunt \| All the Lost Souls \| – \| \| 14. Oktober 2007 – 20. Oktober 2007 1 Woche \| 1 \| Nightwish \| Dark Passion Play \| – \| \| 21. Oktober 2007 – 3. November 2007 2 Wochen \| 2 \| Katie Melua \| Pictures \| – \| \| 4. November 2007 – 10. November 2007 1 Woche (insgesamt 3) \| 3 \| James Blunt \| All the Lost Souls \| – \| \| 11. November 2007 – 24. November 2007 2 Wochen \| 2 \| Eros Ramazzotti \| e² \| – \| \| 25. November 2007 – 8. Dezember 2007 2 Wochen \| 2 \| Alicia Keys \| As I Am \| – \| \| 9. Dezember 2007 – 15. Dezember 2007 1 Woche \| 1 \| Céline Dion \| Taking Chances \| – \| \| 16. Dezember 2007 – 26. Januar 2008 6 Wochen (insgesamt 12) \| 12 \| Amy Winehouse \| Back to Black \| – \| |                                           |                                           |                                           |                           |
| ← 2006 |                                           |                                           |                                           | → 2008 →                  |
| Zeitraum | Wo. ges.                                  | Interpret                                 | Titel                                     | Zusätzliche Informationen |
| (Zeitraum, Wochen auf Platz eins, Interpret, Titel, zusätzliche Informationen) |                                           |                                           |                                           |                           |
| 31. Dezember 2006 – 13. Januar 2007 2 Wochen (insgesamt 4) | 4                                         | Il Divo                                   | Siempre                                   | –                         |
| 14. Januar 2007 – 20. Januar 2007 1 Woche (insgesamt 3) | 3                                         | Nelly Furtado                             | Loose                                     | –                         |
| 21. Januar 2007 – 27. Januar 2007 1 Woche (insgesamt 2) | 2                                         | Florian Ast                               | Läbeszeiche                               | –                         |
| 28. Januar 2007 – 3. Februar 2007 1 Woche | 1                                         | Carla Bruni                               | No Promises                               | –                         |
| 4. Februar 2007 – 10. Februar 2007 1 Woche (insgesamt 2) | 2                                         | Florian Ast                               | Läbeszeiche                               | –                         |
| 11. Februar 2007 – 3. März 2007 3 Wochen | 3                                         | Norah Jones                               | Not Too Late                              | –                         |
| 4. März 2007 – 17. März 2007 2 Wochen | 2                                         | Stress                                    | Renaissance                               | –                         |
| 18. März 2007 – 7. April 2007 3 Wochen | 3                                         | Herbert Grönemeyer                        | 12                                        | –                         |
| 8. April 2007 – 28. April 2007 3 Wochen | 3                                         | Jennifer Lopez                            | Como ama una mujer                        | –                         |
| 29. April 2007 – 12. Mai 2007 2 Wochen | 2                                         | Stephan Eicher                            | Eldorado                                  | –                         |
| 13. Mai 2007 – 26. Mai 2007 2 Wochen | 2                                         | Gotthard                                  | Domino Effect                             | –                         |
| 27. Mai 2007 – 2. Juni 2007 1 Woche (insgesamt 3) | 3                                         | Linkin Park                               | Minutes to Midnight                       | –                         |
| 3. Juni 2007 – 9. Juni 2007 1 Woche | 1                                         | Baschi                                    | Fürs Volk                                 | –                         |
| 10. Juni 2007 – 23. Juni 2007 2 Wochen (insgesamt 3) | 3                                         | Linkin Park                               | Minutes to Midnight                       | –                         |
| 24. Juni 2007 – 28. Juli 2007 5 Wochen | 5                                         | Bon Jovi                                  | Lost Highway                              | –                         |
| 29. Juli 2007 – 4. August 2007 1 Woche | 1                                         | Rihanna                                   | Good Girl Gone Bad                        | –                         |
| 5. August 2007 – 18. August 2007 2 Wochen | 2                                         | Prince                                    | Planet Earth                              | –                         |
| 19. August 2007 – 25. August 2007 1 Woche | 1                                         | beFour                                    | All 4 One                                 | –                         |
| 26. August 2007 – 8. September 2007 2 Wochen | 2                                         | Mika                                      | Life in Cartoon Motion                    | –                         |
| 9. September 2007 – 15. September 2007 1 Woche | 1                                         | Ben Harper & the Innocent Criminals       | Lifeline                                  | –                         |
| 16. September 2007 – 22. September 2007 1 Woche | 1                                         | Manu Chao                                 | La Radiolina                              | –                         |
| 23. September 2007 – 29. September 2007 1 Woche | 1                                         | 50 Cent                                   | Curtis                                    | –                         |
| 30. September 2007 – 13. Oktober 2007 2 Wochen (insgesamt 3) | 3                                         | James Blunt                               | All the Lost Souls                        | –                         |
| 14. Oktober 2007 – 20. Oktober 2007 1 Woche | 1                                         | Nightwish                                 | Dark Passion Play                         | –                         |
| 21. Oktober 2007 – 3. November 2007 2 Wochen | 2                                         | Katie Melua                               | Pictures                                  | –                         |
| 4. November 2007 – 10. November 2007 1 Woche (insgesamt 3) | 3                                         | James Blunt                               | All the Lost Souls                        | –                         |
| 11. November 2007 – 24. November 2007 2 Wochen | 2                                         | Eros Ramazzotti                           | e²                                        | –                         |
| 25. November 2007 – 8. Dezember 2007 2 Wochen | 2                                         | Alicia Keys                               | As I Am                                   | –                         |
| 9. Dezember 2007 – 15. Dezember 2007 1 Woche | 1                                         | Céline Dion                               | Taking Chances                            | –                         |
| 16. Dezember 2007 – 26. Januar 2008 6 Wochen (insgesamt 12) | 12                                        | Amy Winehouse                             | Back to Black                             | –                         |

## Jahreshitparaden
| ← 2006 ← | Liste der Nummer-eins-Hits in der Schweiz | Liste der Nummer-eins-Hits in der Schweiz | Liste der Nummer-eins-Hits in der Schweiz | 2008 →   |
| \| Singles \| Position# \| Alben \| \| ------------------------------------------------------------------------------------------------------------------------------------------- \| --------- \| ------------------------------- \| \| Ein Stern (… der deinen Namen trägt) DJ Ötzi & Nik P. Nikolaus Presnik \| 1 \| Loose Nelly Furtado \| \| Umbrella Rihanna feat. Jay-Z Thaddis Laphonia Harrell Jr., Shawn C. Carter, Christopher A. Stewart, Terius Youngdell Nash \| 2 \| All the Lost Souls James Blunt \| \| Say It Right Nelly Furtado Nelly Kim Furtado, Timothy Z. Mosley, Floyd Nathaniel Hills \| 3 \| Back to Black Amy Winehouse \| \| All Good Things (Come to an End) Nelly Furtado Nelly Kim Furtado, Timothy Z. Mosley, Floyd Nathaniel Hills, Christopher Anthony John Martin \| 4 \| Life in Cartoon Motion Mika \| \| Relax (Take It Easy) Mika Nicholas Eede, Michael Holbrook Penniman \| 5 \| Minutes to Midnight Linkin Park \| \| Summer Wine Ville Valo & Natalia Avelon Lee Hazlewood \| 6 \| Not Too Late Norah Jones \| \| 1973 James Blunt James Hillier Blount, Mark Christopher Batson \| 7 \| Renaissance Stress \| \| Dear Mr. President P!nk & Indigo Girls Alecia B. Moore, William Hort Mann \| 8 \| Good Girl Gone Bad Rihanna \| \| Grace Kelly Mika Jodi Marr, Dan Warner, John Holt Merchant III, Michael Holbrook Penniman \| 9 \| Pictures Katie Melua \| \| Don’t Stop the Music Rihanna Michael J. Jackson, Frankie Storm, Tor Erik Hermansen, Mikkel Storleer Eriksen \| 10 \| e² Eros Ramazzotti \| |                                           |                                           |                                           |          |
| ← 2006 |                                           |                                           |                                           | → 2008 → |
| Singles | Position#                                 | Alben                                     |                                           |          |
| Ein Stern (… der deinen Namen trägt) DJ Ötzi & Nik P. Nikolaus Presnik | 1                                         | Loose Nelly Furtado                       |                                           |          |
| Umbrella Rihanna feat. Jay-Z Thaddis Laphonia Harrell Jr., Shawn C. Carter, Christopher A. Stewart, Terius Youngdell Nash | 2                                         | All the Lost Souls James Blunt            |                                           |          |
| Say It Right Nelly Furtado Nelly Kim Furtado, Timothy Z. Mosley, Floyd Nathaniel Hills | 3                                         | Back to Black Amy Winehouse               |                                           |          |
| All Good Things (Come to an End) Nelly Furtado Nelly Kim Furtado, Timothy Z. Mosley, Floyd Nathaniel Hills, Christopher Anthony John Martin | 4                                         | Life in Cartoon Motion Mika               |                                           |          |
| Relax (Take It Easy) Mika Nicholas Eede, Michael Holbrook Penniman | 5                                         | Minutes to Midnight Linkin Park           |                                           |          |
| Summer Wine Ville Valo & Natalia Avelon Lee Hazlewood | 6                                         | Not Too Late Norah Jones                  |                                           |          |
| 1973 James Blunt James Hillier Blount, Mark Christopher Batson | 7                                         | Renaissance Stress                        |                                           |          |
| Dear Mr. President P!nk & Indigo Girls Alecia B. Moore, William Hort Mann | 8                                         | Good Girl Gone Bad Rihanna                |                                           |          |
| Grace Kelly Mika Jodi Marr, Dan Warner, John Holt Merchant III, Michael Holbrook Penniman | 9                                         | Pictures Katie Melua                      |                                           |          |
| Don’t Stop the Music Rihanna Michael J. Jackson, Frankie Storm, Tor Erik Hermansen, Mikkel Storleer Eriksen | 10                                        | e² Eros Ramazzotti                        |                                           |          |